# Воєвода Микола Трохимович
Мико́ла Трохи́мович Воєво́да (4 листопада 1940 — 14 листопада 2020) — народний депутат України 1-го скликання.

## Біографія
Народився 4 листопада 1940 р. Закінчив Таганрозький радіотехнічний інститут за спеціальністю радіоінженер.
Директор Канівського електромеханічного заводу «Магніт».
Одружений, має двох дітей та трьох онуків.

## Політична діяльність
Член КПРС; депутат міської Ради.
Висунутий кандидатом у народні депутати трудовим колективом Канівського електромеханічного заводу «Магніт».
18 березня 1990 р. обраний народним депутатом України, набравши у 2-му турі 48,55 % голосів і перемігши 4 претендентів (Черкаська область, Канівський виборчий округ № 418).
Член Комісії ВР України з питань розвитку базових галузей народного господарства.